# Blestyashchie
Blestyashchie (en russe Блестящие, blestiachtchié) est un girl group russe formé de quatre chanteuses. Le groupe a notamment chanté avec le chanteur iranien Arash dans le duo Vostochniye skazki (en) (Восточные Сказки).

## Composition du groupe
À ses débuts, le groupe est composé de trois femmes : Olga Orlova (Ольга Орлова), Paulina Iodis (Полина Иодис) et Varvara Koroleva (Варвара Королева) qui quitte le groupe après le lancement de leur premier album. Elle est remplacée en 1996 par Irina Loukianova (Ирина Лукьянова) et en 1997 par Janna Friske (Жанна Фриске). Deux années plus tard, Paulina Iodis quitte à son tour le groupe et, en 1999, Kseniya Novikova (Ксения Новикова) la remplace.
Une année plus tard, Olga Orlova (la chanteuse principale et compositrice des titres qui ont rendu le groupe célèbre) tombe enceinte et quitte le groupe à son tour. Elle est remplacée par Ioulia Kovaltchouk (Юлия Ковальчук). En 2003, c’est au tour d’Irina Loukianova d'être enceinte et de quitter le groupe, remplacée par Anna Semenovitch (Анна Семенович). Toujours en 2003, Janna Friske se lance dans une carrière solo (elle est depuis devenue l’une des chanteuses les plus connues en Russie). Le 1er avril 2004, elle est remplacée par Nadia Routchka (Надя Ручка).

## Discographie
- палми, палми Palmi, palmi
- Восточные сказки Vostotchnye skazki (2005)
- Апельсиновый рай Apel'sinovy raï (2003)
- За четыре моря Za tchetyre moria (2002)
- Белым снегом Belym snegom (2000)
- О любви O lioubvi (2000)
- Просто мечты Prosto metchty (1998)
- Там, только там (remixes) Tam, tol'ko tam (remixes) (1997)
- Там, только там Tam, tol'ko tam (1997)